# Exèrcit alemany
L'Exèrcit alemany o exèrcit de terra alemany és el cos terrestre de les forces armades d'Alemanya, conegudes com a Bundeswehr ("Forces de Defensa Federal"). En alemany s'anomena Heer i actualment constitueix el component més gran i poderós de les forces de terra de la Unió Europea.

## Història
Fundat el 1955, durant la guerra freda l'exèrcit d'Alemanya Federal va arribar fins a un màxim de 345.000 efectius. Va ser dividit en un "exèrcit de campanya» (Feldheer), assignada a l'OTAN, i en un "exèrcit territorial" de 85.000 homes (6 brigades) sota comandament nacional. L'exèrcit de campanya tenia tres cossos d'armada (I a Westfàlia, II a Ulm, III a Coblença) amb 12 divisions i en total 36 brigades. l'exèrcit territorial, amb una força de 450.000 homes en temps de guerra, hauria protegit les enrere i la llibertat d'acció de l'exèrcit de campanya i de les forces aliades (altres 5 cossos d'armada). En cas de guerra l'exèrcit alemany hauria arribat fins a una força d'1.340.000 homes.
Després de la reunificació d'Alemanya una part de l'exèrcit de la RDA va ser integrat en l'occidental, el qual va aconseguir així per curt temps els 360.000 homes. Es van succeir reestructuracions i retallades dràstiques; molts serveis i tallers i entitats de suport van patir retallades.
Tradicionalment, les forces militars alemanyes han estat compostes per l'Exèrcit, l'Armada, i poc abans de la Primera Guerra Mundial, la Força aèria. El Heer va ser reformat als anys 50 del segle XX com l'Exèrcit de la República Federal d'Alemanya, com a part de la Bundeswehr. A l'octubre de 1990, l'Exèrcit de la RDA va ser integrat a la nova força militar de l'Alemanya reunificada.
L'Exèrcit de terra alemany està comandat per un cap d'estat major de l'Exèrcit de terra (Inspekteur de Heeres) basat al Ministeri Federal de defensa a Berlín i Bonn. Els comandaments importants tenen base a l'Oficina de les forces armades alemanyes a Estrasburg, i el comandament de les forces armades alemanyes és a Coblença.

## Vehicles
| Leopard 2                      | Carro de combat                 | 225 |  |
| Marder (IFV)                   | Vehicle de combat blindat       | 100 |  |
| Puma (IFV)                     | Vehicle de combat blindat       | 5   |  |
| TPz Fuchs                      | Transport blindat de personal   | 765 |  |
| GTK Boxer                      | Transport blindat de personal   | 272 |  |
| Bandvagn 206                   | Ambulància blindada             |     |  |
| Wiesel AWC                     | Vehicle de combat blindat       | 272 |  |
| Mowag Eagle                    | Vehicle blindat                 | 500 |  |
| LAPV Enok                      | Vehicles blindats               | 250 |  |
| ATF Dingo                      | Vehicles blindats               | 550 |  |
| Fennek                         | Vehicles blindats               | 220 |  |
| Grizzly                        | Vehicles blindats               |     |  |
| AGF Serval                     | Vehicle armat de reconeixement  |     |  |
| Mowag duro 3                   | Vehicles blindats               |     |  |
| Mungo ESK                      | Vehicles blindats               | 400 |  |
| Rheinmetall YAK                | Ambulàncies blindada            | 300 |  |
| Artilleria i defensa antiaèria |                                 |     |  |
| M270 MLRS                      | Llançacoets múltiple            | 50  |  |
| Panzerhaubitze 2000            | Artilleria autopropulsada       | 154 |  |
| Flakpanzer Gepard              | Canons antiaeris autopropulsats | 94  |  |
| Wiesel                         | Sistemes de míssils anti-aèris  |     |  |
| Vehicles d'enginyers           |                                 |     |  |
| Dachs                          | Vehicles d'enginyers            |     |  |
| Büffel                         | Vehicles blindat de recuperació |     |  |
| Mine Skorpion                  | Vehicles minadors               |     |  |
| Keiler                         | Vehicles anti-mines             |     |  |
| Biber                          | Vehicles pont                   |     |  |
| Panzerschnellbrücke 2          | Vehicles pont                   |     |  |
| M3                             | Vehicles pont                   |     |  |
| Transports                     |                                 |     |  |
| SLT 50 Elefant                 | Transports                      |     |  |
| Mercedes-Benz Zetros           | Camió                           |     |  |
| Unimog                         | Camió                           |     |  |
| Mercedes-Benz G-Class          | Vehicle tot terreny             |     |  |
| Helicòpters                    |                                 |     |  |
| Eurocopter Tiger               | Helicòpter                      | 27  |  |
| NHI NH90                       | Helicòpter                      | 33  |  |
| UH-1 Iroquois                  | Helicòpter                      | 127 |  |
| Bölkow Bo 105                  | Helicòpter                      | 82  |  |
| Eurocopter EC 135              | Helicòpter                      | 15  |  |